# Hagendoren
Hagendoren is een gehucht in de Belgische gemeente Kinrooi in de provincie Limburg.
Hagendoren is gelegen in het zuidwesten van het grondgebied van het dorpscentrum van Kinrooi. De Hagendorenstraat vormt de kern van het oude gehucht.

## Geschiedenis
Voor 1843 behoorde het gehucht Hagendoren tot de oude gemeente Ophoven. Bij de definitieve grensafbakening tussen Nederland en België werd het gehucht echter bij de oude gemeente Kinrooi gevoegd.
Hagendoren staat afgebeeld in de Ferrariskaart (1771-1777) en in de Atlas der Buurtwegen (1845).
Deelgemeenten: Kessenich · Kinrooi · Molenbeersel · Ophoven

Overige kernen: Geistingen

Belgische gemeenten · Arrondissement Maaseik · Limburg · Vlaanderen